# بوستون پیتزا
بوستون پیتزا (انگلیسی: Boston Pizza) شرکت صنایع غذایی کانادایی است، که در سال ۱۹۶۴ تأسیس شد.